# Nokere Koerse 1969
La Nokere Koerse 1969, ventiquattresima edizione della corsa, si svolse il 19 marzo per un percorso con partenza ed arrivo a Nokere. Fu vinta dal belga Roger Rosiers della squadra Mann-Grundig davanti ai connazionali Frans Mintjens e Michel Jacquemin.

## Ordine d'arrivo (Top 10)
| Pos. | Corridore            | Squadra                          | Tempo |
| ---- | -------------------- | -------------------------------- | ----- |
| 1    | Roger Rosiers        | Mann-Grundig                     |       |
| 2    | Frans Mintjens       | Faema-Faemino                    |       |
| 3    | Michel Jacquemin     | Mann-Grundig                     |       |
| 4    | Jan Monteyne         | Flandria-De Clerck-Krueger       |       |
| 5    | Georges Pintens      | Mann-Grundig                     |       |
| 6    | Jan Boonen           | Mann-Grundig                     |       |
| 7    | Richard Bukacki      | Pull Over Centrale-Tasmanie-Novy |       |
| 8    | Daniel Van Ryckeghem | Mann-Grundig                     |       |
| 9    | Martin Van Ginneken  | Goldor-Hertekamp-Gerka           |       |
| 10   | Tony Houbrechts      | Flandria-De Clerck-Krueger       |       |